# Hesperoptenus
Hesperoptenus en un género de murciélago de familia Vespertilionidae.

## Especies
- Subgénero Hesperoptenus (Hesperoptenus), (Peters, 1868).
  - Hesperoptenus doriae, (Peters, 1868).
- Subgénero Milithronycteris, (Hill, 1976).
  - Hesperoptenus blanfordi, (Dobson, 1877).
  - Hesperoptenus gaskelli, (Hill, 1983).
  - Hesperoptenus tickelli, (Blyth, 1851).
  - Hesperoptenus tomesi, (Thomas, 1905).